# Katia Miran
Katia Miran, parfois créditée sous le nom de Katia Cuq, est une actrice française originaire du Lauragais.
Elle a notamment joué le rôle de Bernadette Soubirous dans le film Je m'appelle Bernadette de Jean Sagols.
Elle incarne également Caroline Bonaparte dans la série La Guerre des trônes, la véritable histoire de l'Europe de Vanessa Pontet.

## Biographie
D'abord étudiante en droit, Katia Miran commence sa formation théâtrale au conservatoire de Toulouse avant de débuter des cours d'art dramatique au conservatoire du 6e arrondissement de Paris. [réf. nécessaire]
En 2024, elle incarne Caroline Bonaparte, soeur de Napoléon Bonaparte, dans la saison 8 de la La Guerre des trônes, la véritable histoire de l'Europe.

## Théâtre

### Comédienne
- 2008 : Les Liaisons dangereuses d'après Pierre Choderlos de Laclos, au Grenier de Toulouse[3] : Cécile Volanges
- 2011 : Adultères de Woody Allen, au Grenier de Toulouse[3] : Juliet
- 2012-2013 : Le Journal d'Anne Frank d'après Anne Frank par Éric-Emmanuel Schmitt, mise en scène Steve Suissa
- 2014 : Lorenzaccio d'Alfred de Musset, mise en scène Francis Huster : Catherine Ginori
- 2014 : Si on recommençait d'Éric-Emmanuel Schmitt, mise en scène Steve Suissa : Moira
- 2014-2017 : Parce que c'était lui — Montaigne et La Boétie, mise en scène Jean-Claude Idée : Marie de Gournay
- 2014-2017 : Le Mariage de Figaro de Beaumarchais, mise en scène Jean-Paul Tribout : Suzanne
- 2016-2017 : L'Adieu à la scène de Jacques Forgeas, mise en scène Sophie Gubri : Clarisse
- 2017 : L'Avare de Molière, mise en scène Henri Lazarini et Frédérique Lazarini : Marianne
- 2019 : Comme en 14, mise en scène Yves Pignot : Louise
- 2024 : Le Bar de l'Oriental de Jean-Marie Rouart, mise en scène Géraud Bénech, théâtre Montparnasse

### Assistance à la mise en scène
- 2017 : Il faut qu’une porte soit ouverte ou fermée d'Alfred de Musset, mise en scène Matthias Fortune Droulers et Anne-Sophie Liban

## Filmographie

### Cinéma
- 2011 : Je m'appelle Bernadette de Jean Sagols : Bernadette Soubirous
- 2016 : Aucun regret d'Emmanuel Mouret : Aurélie (court métrage)
- 2016 : Éternité de Trần Anh Hùng

### Télévision
- 2008 : Disparitions, retour aux sources : Mélisse Richet
- 2014-2015 : Camping Paradis (saison 6, 2 épisodes) : Lola
- 2014 : Commissaire Magellan (Reflets de cristal) : Lise
- 2017 : Mongeville (saison 5) de Marwen Abdallah : Sybille Dampierre
- 2018 : Que Dieu m'y garde, le procès de Jeanne d'Arc de Guillaume Laidet : Jeanne d'Arc
- 2023 : Camping Paradis (saison 14) : Aline
- 2024 : La Guerre des trônes, la véritable histoire de l'Europe (saison 8) : Caroline Bonaparte

## Distinctions
- Mirabile Dictu 2013 : Poisson d'argent de la meilleure actrice pour Je m'appelle Bernadette[4],[5],[6],[7]